# Isicabu zuluensis
Isicabu zuluensis är en spindelart som beskrevs av Griswold 1987. Isicabu zuluensis ingår i släktet Isicabu och familjen Cyatholipidae. Inga underarter finns listade i Catalogue of Life.